# Труцци, Марчелло
Марче́лло Тру́цци (англ. Marcello Truzzi; 6 сентября 1935, Копенгаген — 2 февраля 2003) — профессор социологии в Новом колледже Флориды и в Восточном университете Мичигана, один из основателей Комитета по научному расследованию заявлений о паранормальных явлениях, основатель Общества научных исследований.
Считается автором распространенного изречения: «Необычные утверждения требуют серьёзных доказательств».

## Биография
Труцци родился в Копенгагене (Дания) в семье цирковых исполнителей. Его отец — Массимильяно Труцци — был выдающимся жонглером.
В 1944 году Марчелло вместе с семьёй переехал в США. В 1958—1960 годах служил в американской армии. В 1961 году получил американское гражданство.
Был основателем скептического журнала Explorations и вместе с Полом Куртцем основал Комитет по научному расследованию заявлений о паранормальных феноменах (CSICOP). Журнал Труцци стал официальным журналом CSICOP и был переименован в The Zetetic. Через год после основания Комитета он покинул CSICOP после получения вотума недоверия от его Исполнительного совета. Труцци хотел включить в организацию людей с паранормальными способностями и размещать в журнале исследования паранормального, но в CSICOP посчитали, что подобных организаций и журналов итак уже было достаточно. Труцци был смещён с позиции главного редактора, а журнал — переименован в Skeptical Inquirer.
Покинув CSICOP, Труцци основал в 1978 году журнал Zetetic Scholar. Труцци способствовал распространению термина «правдоискательство» (zeteticism) как альтернативе «скептицизму», поскольку считал, что термин «скептицизм» был узурпирован тем, что он называл «псевдоскептицизмом», или «патологическим скептицизмом».
Труцци был настроен скептически по отношению к исследователям и разоблачителям, которые определяют обоснованность заявлений о паранормальном до проведения исследования. Он обвинил CSICOP во все более ненаучном поведении, для которого он придумал термин «псевдоскептицизм». Труцци говорил:

По моему мнению, они имеют тенденцию препятствовать честному исследованию. Большинство из них не являются агностиками по отношению к заявлениям о паранормальном… Когда эксперимент отвечает поставленным ими условиям, они ужесточают для него требования. А если эксперимент достоин уважения, они говорят, что это — простая аномалия.
Оригинальный текст (англ.)They tend to block honest inquiry, in my opinion. Most of them are not agnostic toward claims of the paranormal [...] When an experiment of the paranormal meets their requirements, then they move the goal posts. Then, if the experiment is reputable, they say it's a mere anomaly.

Труцци умер от рака 2 февраля 2003 года.

## Псевдоскептицизм
Термин «псевдоскептицизм» был придуман и популяризован Марчелло Труцци в ответ некоторым скептикам, которые, по его мнению, отрицают новые идеи и концепции, не отягощая себя бременем доказательства своих заявлений.

## Выборочная библиография
Книги
- Lyons, Arthur and Marcello Truzzi, The Blue Sense: Psychic Detectives and Crime, The Mysterious Press, 1991. ISBN 0-89296-426-X.
- Truzzi, Marcello (ed.). Chess in Literature, Avon, 1974. ISBN 0-380-00164-0.

Публикации
- Truzzi, Marcello. «On Pseudo-Skepticism». The Anomalist, USA, 2005.
- Steveknightspost. «Emails from Marcello Truzzi».
- Truzzi, Marcello. «An End to the Uri Geller vs. Randi & CSICOP Litigations?». Psi Researcher No. 21. (originally in Parapsychological Association Newsletter)
- Truzzi, Marcello. «Reflection on the reception of unconventional claims of science». Frontier Perspectives, vol. 1 number 2, Fall/Winter 1990. (ed., copy located at: Marcello Truzzi on Zeteticism)
- Truzzi, Marcello, and Massimiliano Truzzi. «Notes toward a history of juggling». Bandwagon, Vol. 18 No. 2, March-April 1974.
- Truzzi, Marcello. «Massimiliano Truzzi’s Act». Juggling Hall of Fame, July 1996.
- Truzzi, Marcello. «Project Alpha: Sabotage». Skeptical Inquirer, 8(2)187.